# Максимово (Великолукский район)
Макси́мово — деревня в Великолукском районе Псковской области России. Входит в состав Шелковской волости.

## География
Расположена в центре района, к северо-востоку от границы райцентра Великие Луки, к северо-западу от волостного центра Шелково. К северо-востоку от деревни — аэропорт «Великие Луки».

## Население
| 2001 | 2002 | 2010 |
| ---- | ---- | ---- |
| 275  | ↘233 | ↗255 |

Численность населения деревни по оценке на начало 2001 года составляла 275 жителей.